# 首都医科大学附属北京天坛医院
首都医科大学附属北京天坛医院（简称北京天坛医院），是首都医科大学附属的一所以神经科为重点的三级甲等综合医院，位于北京市丰台区南四环西路119号。

## 简介

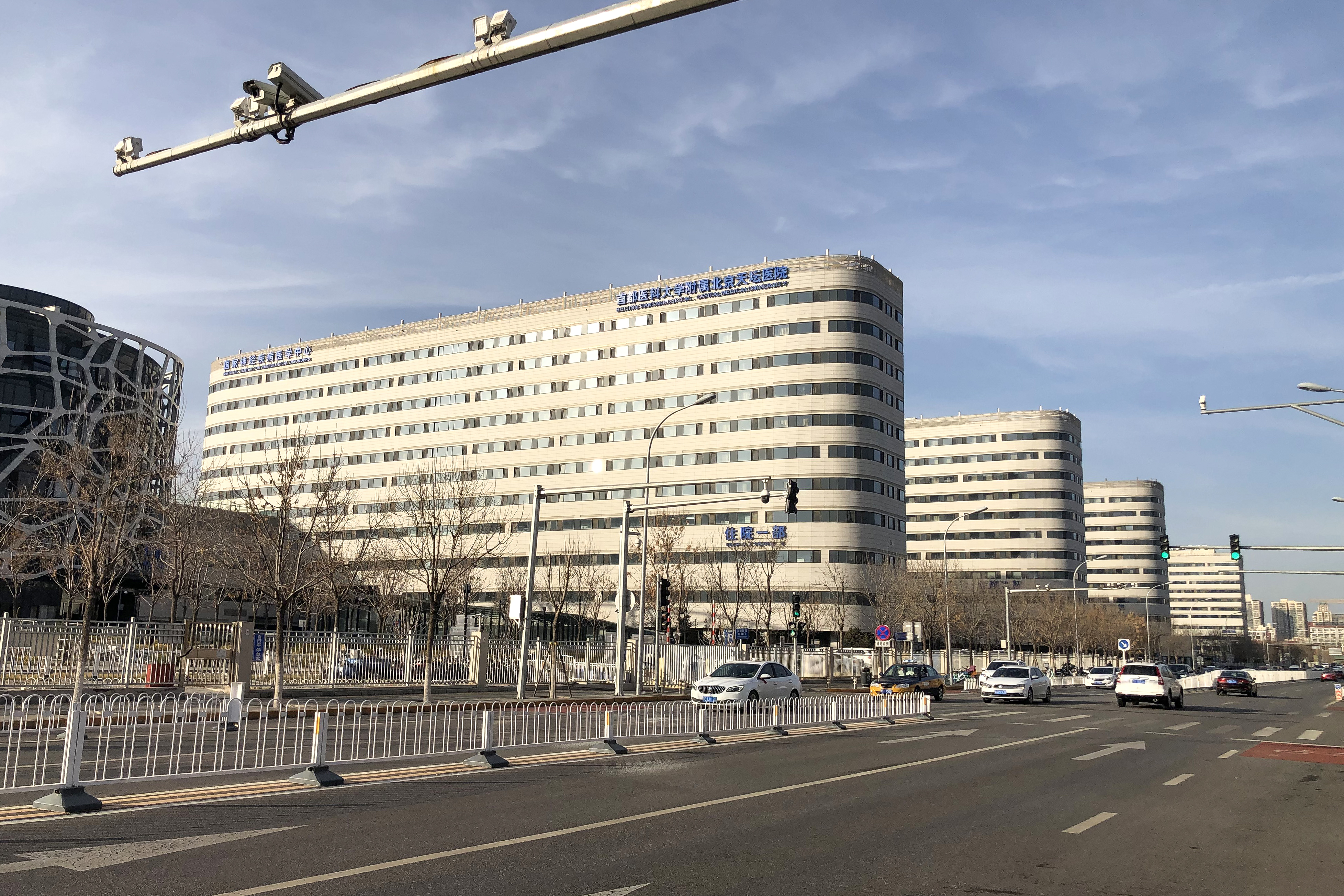
天坛医院住院部

北京天坛医院初建于1930年代，前身是国民党陆军第三十一后方医院。1949年2月，由中央军委卫生部接管，改为中国人民解放军华北军区第二后方医院，同年4月改为华北行政委员会人民医院，同年10月划归中央人民政府卫生部领导，更名华北人民医院。1953年1月改为卫生部中央直属机关第一医院。1956年8月由中华人民共和国卫生部交给北京市公共卫生局管辖，更名为北京天坛医院。“文革”期间，1970年2月天坛医院奉命全部迁往甘肃省。1970年7月，原天坛医院留守人员和崇文区前门医院部分人员，在天坛医院原址成立了北京市崇文区崇文医院。1975年9月，北京市卫生局将该院划归该局直接领导，改为北京崇文医院。1978年9月，北京市卫生局将该院交给北京第二医学院，成为北京第二医学院附属崇文医院。1982年1月7日，经北京市人民政府批准，北京第二医学院附属崇文医院更名为北京天坛医院。1982年4月1日起，恢复原北京天坛医院名称。1982年4月，北京市神经外科研究所和神经外科医护人员75名自宣武医院迁至北京天坛医院。
1956年8月23日，在北京市党政领导关怀下，王忠诚等神经外科专家在北京同仁医院建立了神经外科专科。1982年，由宣武医院迁至北京天坛医院。北京天坛医院由此成为中国神经外科医疗、教学、研究、预防的顶尖机构。北京天坛医院此后也以1956年8月23日作为建院日。早在1975年，为解决颅脑患者住院难、手术难的问题，国家计委和北京市共同决定，将宣武医院院长兼神经外科主任王忠诚及其领导的神经外科从宣武医院分出，利用北京崇文医院的基础，建一所有300张病床的颅脑外科专科医院，国家计委为此批下120万元人民币的专项经费。但到1980年仍未开工建设，国家计委要把专项经费收回。为此，中共北京市委卫生体育部部长兼北京市卫生局党组书记和局长的张青季派石金祥去当该医院党委书记，抓紧筹建该医院。医院首任院长为王忠诚。经过调研，石金祥等院领导决定不建专科医院，而要建综合性医院，石金祥征得北京市人民政府负责卫生工作的副市长白介夫同意后，又找国家计委副主任房维中，房维中表示因国家缺线，三年前批给该院的120万元还要减去20万，只能给该院100万元。1983年房维中鉴于国家经济形势有所好转，表示国家计委可以下拨更多的施工经费。1983年该院列为北京市重点建设工程。1985年卫生部部长崔月犁来院视察。该院的筹建是边基建施工，边开院医疗，边报批设计，边申请经费。从1980年开始施工到1988年竣工，号称有800张病床，实际上共建成840张病床，其中40张用于急救。1982年该院开始接收颅脑外科患者，1989年试运行一年，1990年正式运营。1988年落成时，国家计委副主任房维中、北京市政协主席白介夫一起来院查看工程质量。筹建初期，该院一直使用“北京市崇文区崇文医院”名称，1981年3月2日在白介夫主持的市长办公会上，石金祥提出院名问题，白介夫提议定名天坛医院。院名后来由院长王忠诚题写。
1985年之后，该医院更名首都医学院附属北京天坛医院。1994年更名首都医科大学附属北京天坛医院。该院还是首都医科大学第五临床医学院。1997年，该院由中国医学科学院与北京市卫生局共建成为中国医学科学院北京天坛医院和中国医学科学院神经科学研究所。北京天坛医院和北京市神经外科研究所是世界三大神经外科研究中心之一，是亚洲最大的神经外科临床、科研、教学基地和世界卫生组织在中国的神经科学培训合作中心。1996年11月被卫生部命名为全国十所文明服务示范医院之一。
截至2016年，该医院有学科52个，床位1167张，职工2752人，年门急诊量140多万人次；神经学科有2个实验研究中心、19个基础研究室、5个临床研究室、2个防治研究室等科研基础设施；拥有突出贡献专家11名，享受政府特殊津贴专家30名，正高级专家211名，医生827名，护士1050名。1978年至2015年，该医院共获得省部级以上科研项目808项，省部级科技奖208项，国家科技奖22项，发表SCI论文1543篇、中文论文7355篇，著书218部。王忠诚院士四次获国家科技进步二等奖；1997年9月获香港何梁何利基金科学与技术成就奖；2008年12月获国家科学技术最高奖。赵继宗院士三次获国家科技进步二等奖。
北京天坛医院原址坐落于天坛外坛西南部，天坛祈谷坛门内。2018年搬迁前，门牌号是北京市东城区天坛西里6号。2010年，北京天坛医院迁建工程由北京市人民政府批准立项。2013年12月26日，北京天坛医院迁建工程在新址丰台区花乡桥东北区域开工建设。这是继2008年地坛医院整体搬迁后北京市又一家市属三级甲等医院整体搬迁工程，也是北京市第一家从中心城区整体搬迁的三级甲等综合医院。新建的北京天坛医院位于丰台区花乡桥东北区域，西南四环内，总占地面积272.6亩，总建筑面积35.2万平方米，是天坛医院原有建筑面积的3.8倍。整体布局按功能分为A、B、C三个区，其中A区、B区经空中连廊和地下通道连接。A区是主医疗区，包括综合门诊楼、专科门诊楼、住院病房楼、医技楼、急诊抢救楼、感染疾病科楼、康复医学楼等；B区是医疗保健和科研教学区，包括北京市神经外科研究所及行政科研和医疗保健用房；C区是教学宿舍区。新院区一期总床位将达1650张，比天坛医院原有床位增加500张。根据北京市人民政府《2010-2012年促进南城加快发展行动计划》报告，北京市城市南部地区医疗卫生机构数量不到北部地区的三分之一，其中50家三级甲等医院中位于城南的仅11家。北京天坛医院新址建设将加快优质医疗资源从城区向郊区转移，缓解城南医疗资源紧缺局面。新建的北京天坛医院带有多项节能环保措施。该工程作为疏解非首都功能项目被列入北京市重点工程。2017年12月28日，北咨公司与天坛医院共同召开首都医科大学附属北京天坛医院迁建工程项目竣工验收大会，天坛医院迁建工程正式进入试运行阶段。2018年2月，依托天坛医院建设的国家神经系统疾病临床医学研究中心率先整体迁入天坛医院新址办公。
在北京天坛医院迁建工程建设期间，其周边配套市政道路和地铁站点也在建设。其中，康辛路2016年通车，康庄北路、四合庄3号路在2016年开工建设，北京地铁房山线北延花乡东桥站已在2016年实现进场施工，2020年12月31日开通运营，2021年12月10日启用北侧出入口。

## 历任领导
| 院长 - 王忠诚（？—？） - 马富春（？—？） - 戴建平（？—2008年） - 王晨（2008年—2017年） - 王拥军（2017年—，常务副院长主持工作） | 党委书记 - 石金祥（1980年—1990年） …… - 高晓兰（？—？） - 宋茂民（？—2017年） - 路明（2017年—） |

## 北京市神经外科研究所
北京市神经外科研究所创建于1960年3月，是中华人民共和国内最早建立的以神经外科研究为重点的公益型研究所。该所历任所长是：
- 赵以成（1960年—1972年）
- 王忠诚（1972年—2012年）[23]
- 张亚卓（2012年—）[24]